# Distrito de Pardo Miguel

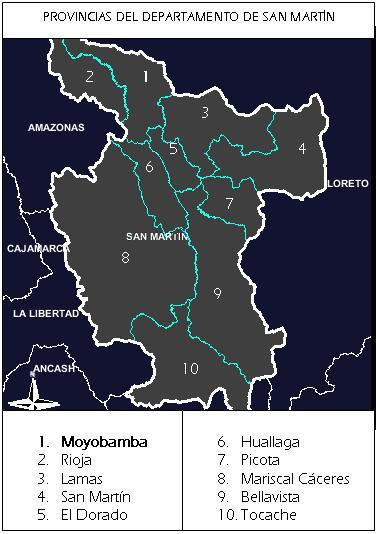
División política del Departamento de San Martín.

El distrito peruano de Pardo Miguel es uno de los nueve distritos que conforman la Provincia de Rioja en el Departamento de San Martín, perteneciente a la Región de San Martín  en el Perú.
Desde el punto de vista jerárquico de la Iglesia católica forma parte de la  Prelatura de Moyobamba, sufragánea de la Metropolitana de Trujillo y  encomendada por la Santa Sede a la Archidiócesis de Toledo en España.

## Geografía
Límites:
Al sur con el Distrito de Awajún.
Al norte con la Región Amazonas.
Al este con el Distrito de Moyobamba y Distrito de Awajún.
Al oeste con la Región Amazonas.
La capital se encuentra situada a 1.450 m s. n. m. y es la localidad de Naranjos.

## Población
El Distrito tiene 14 000 habitantes aproximadamente.
Gran parte de la población está compuesta por migrantes de los andes y de la costa. Las localidades se articulan activamente con la ciudad de Nueva Cajamarca y con la capital del distrito, Naranjos. La producción agrícola es elevada, siendo los productos más notables el plátano, piña, café, arroz, cacao, maíz y bananos.